# Plateau (ménager)
Pour les articles homonymes, voir Plateau.

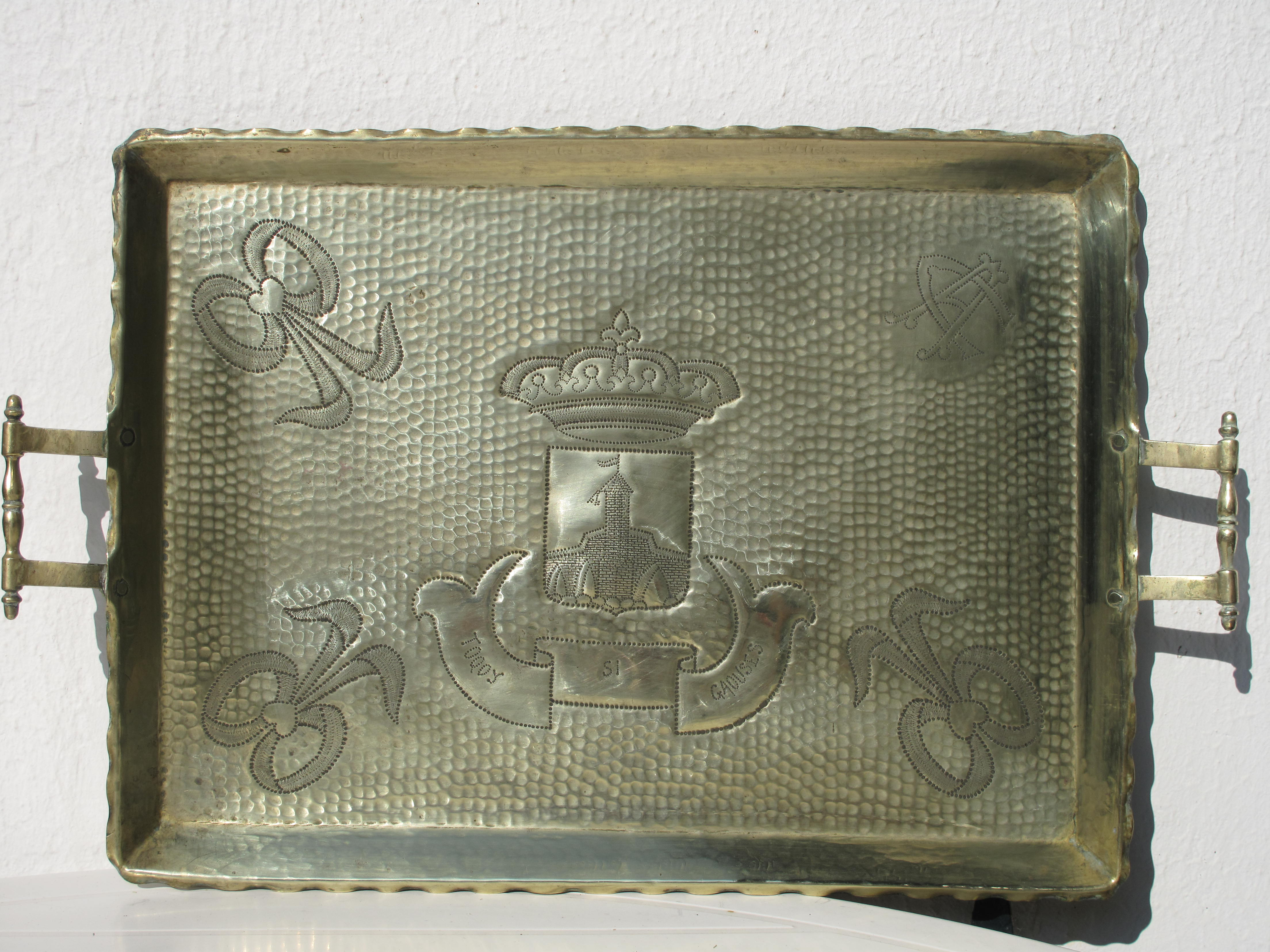
Plateau de 1920 environ.

Un plateau est un récipient de faible épaisseur et de taille juste suffisante pour recevoir d'autres récipients et objets d'usage courant plus petits, pour faciliter leur manutention et déplacement, chaque main tenant alors un des côtés ; par exemple, celles d'un serveur tenant un plateau chargé de boissons et d'assiettes.

## Description
Le plateau courant ne peut ordinairement recueillir qu'une assiette de grande taille ou deux assiettes de taille réduite, la surface restante recevant d'autres ustensiles.
Les plateaux sont plats avec des bords relevés pour éviter que leur contenu ne glisse en dehors. Ils sont le plus souvent de forme rectangulaire ou ovale, avec parfois des poignées de chaque côté pour assurer la prise.
Il peut être en différentes matières : argent, cuivre, laiton, acier, bois, mélamine, papier-mâché.

## Types de plateaux
- Plateau ménager, utilisé par un serveur pour transporter de la vaisselle.
- Plateau-repas utilisé par les clients de la restauration collective pour rassembler les plats choisis et les transporter jusqu'à leur table.
- Plateau chirurgical pour présenter les divers instruments chirurgicaux.
- Plateau horticole pour transporter de jeunes plants, semer ou autre tâche reliée à l'horticulture.
- Plateau de lit pour travailler, lire ou manger[1] en étant allongé dans son lit.

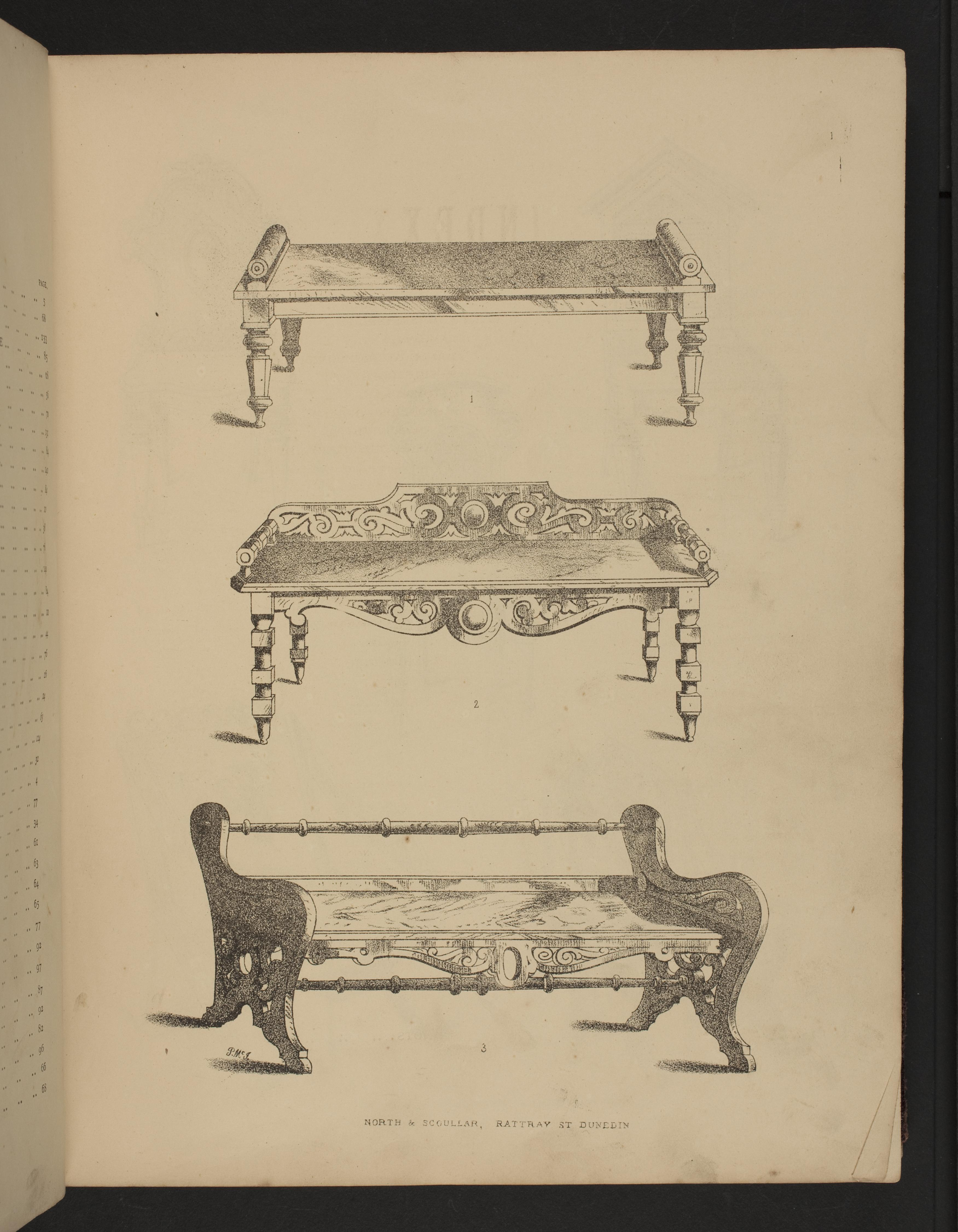
Plateaux de lit. Catalogue édité à Dunedin, Nouvelle-Zélande, fin XIXème

## Autres images

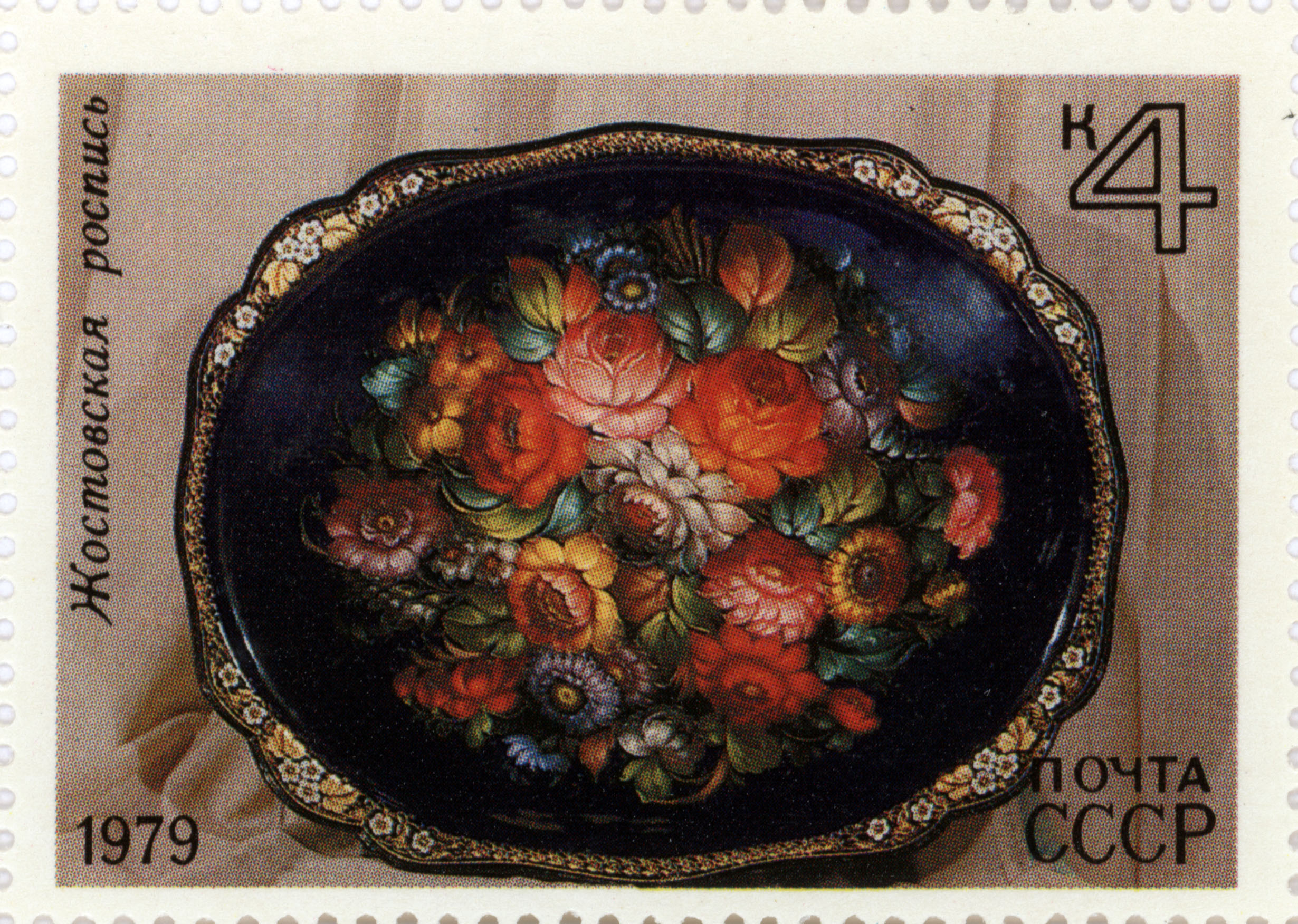
Les célèbres plateaux russes Zhostovo.
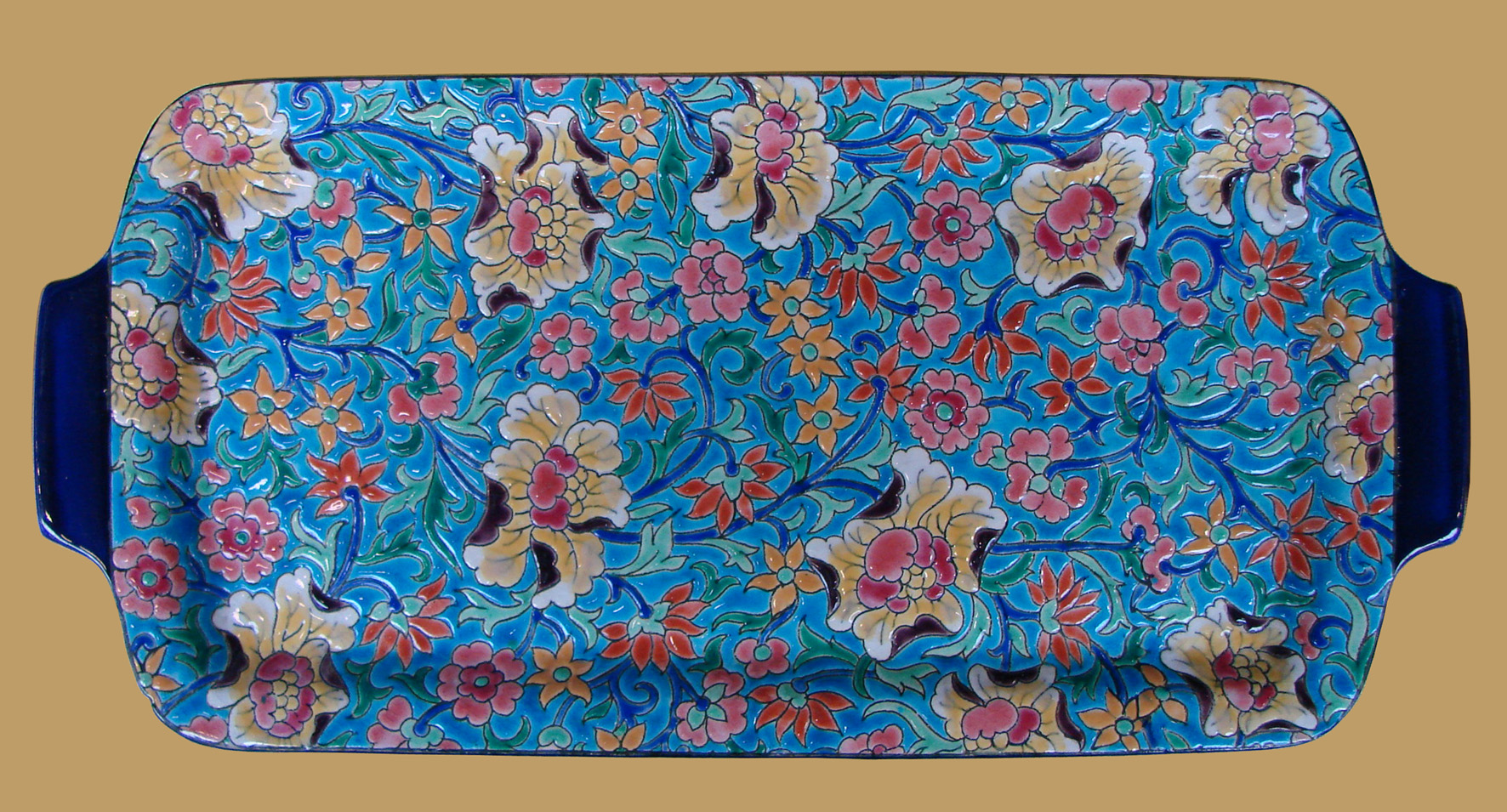
Plat rectangulaire en émaux de Longwy.
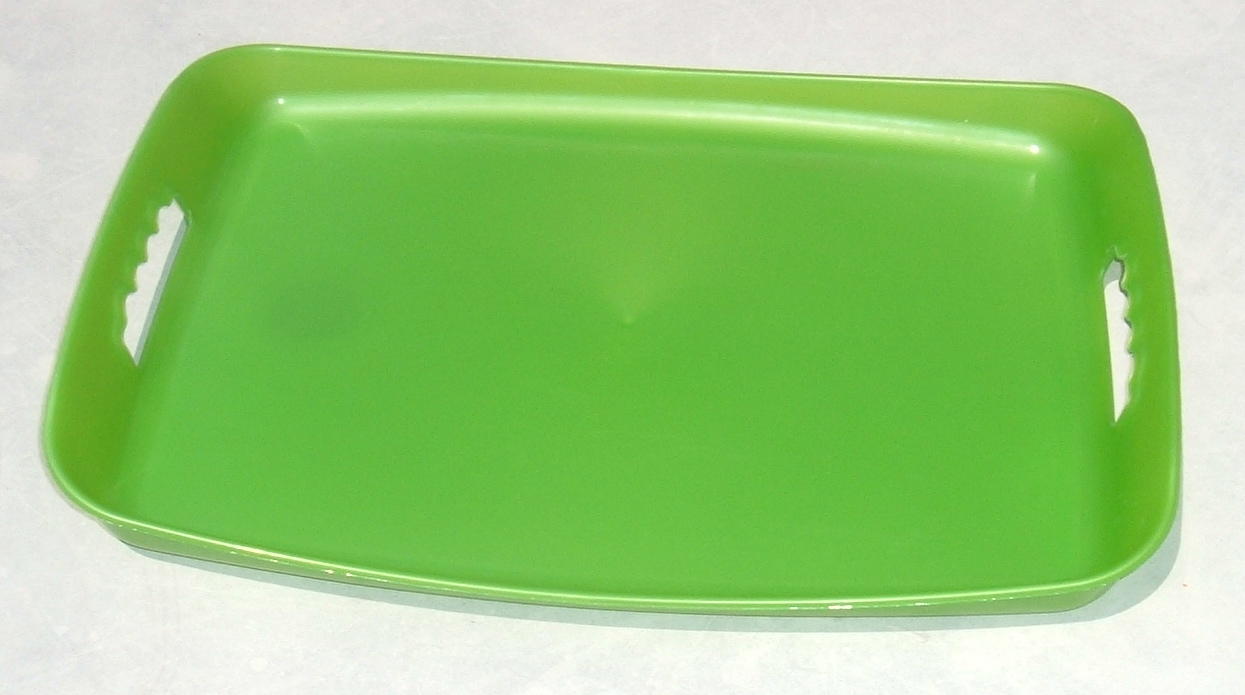
Plateau en plastique.
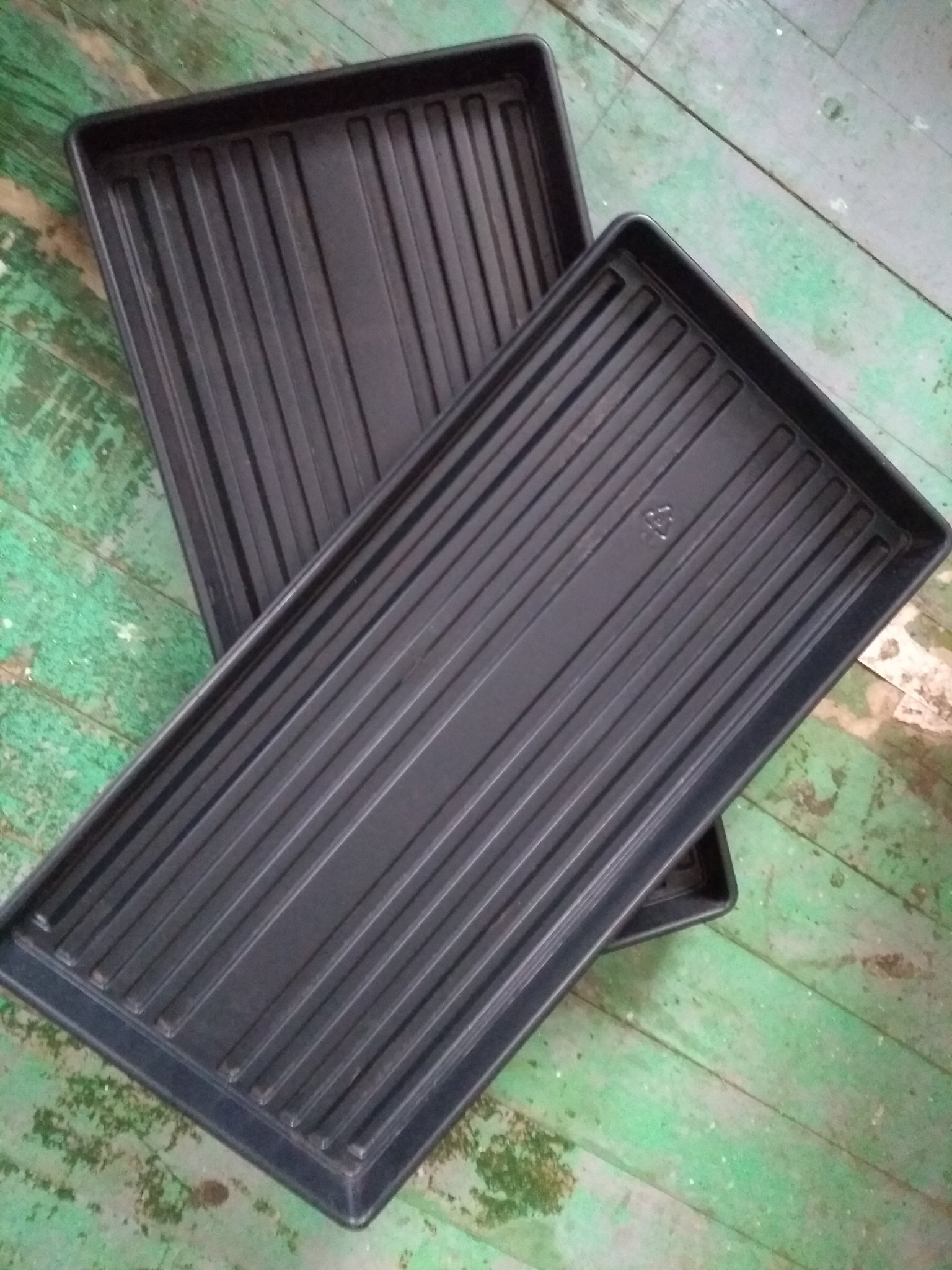
Plateaux horticoles.

## Dans l'art
À la Renaissance italienne, le desco da parto (littéralement le « plateau d'accouchée ») est offert à la mère pour l'arrivée  de son premier-né (dans les familles aisées). Il est destiné à porter le bol de bouillon (la scodella) dans le rituel florentin. Objet de luxe, il est  peint sur ses deux faces par les meilleurs peintres (Masaccio, Botticelli, Pontormo…) et affiche des scènes saintes.

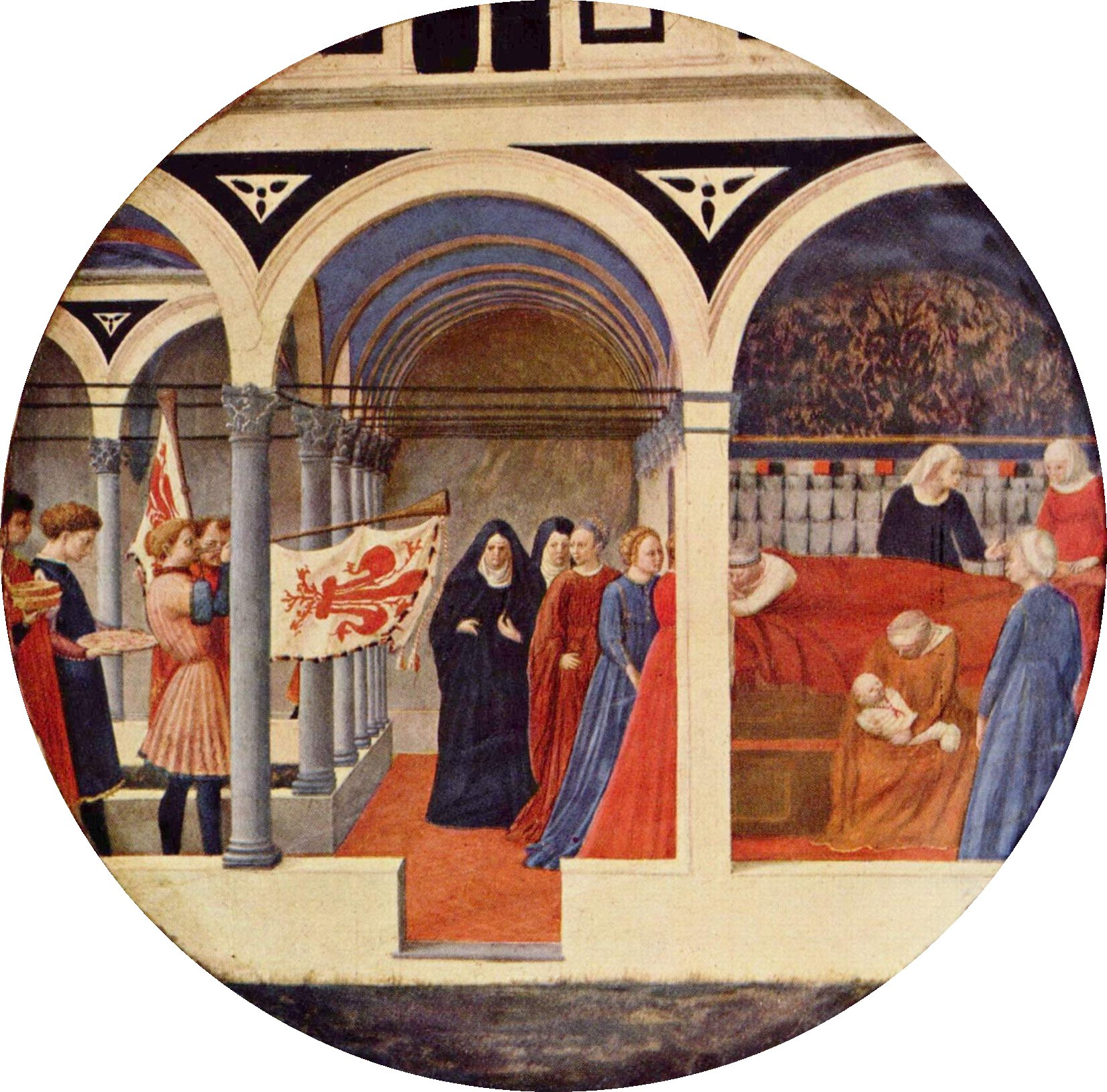
Desco da parto de Masaccio.
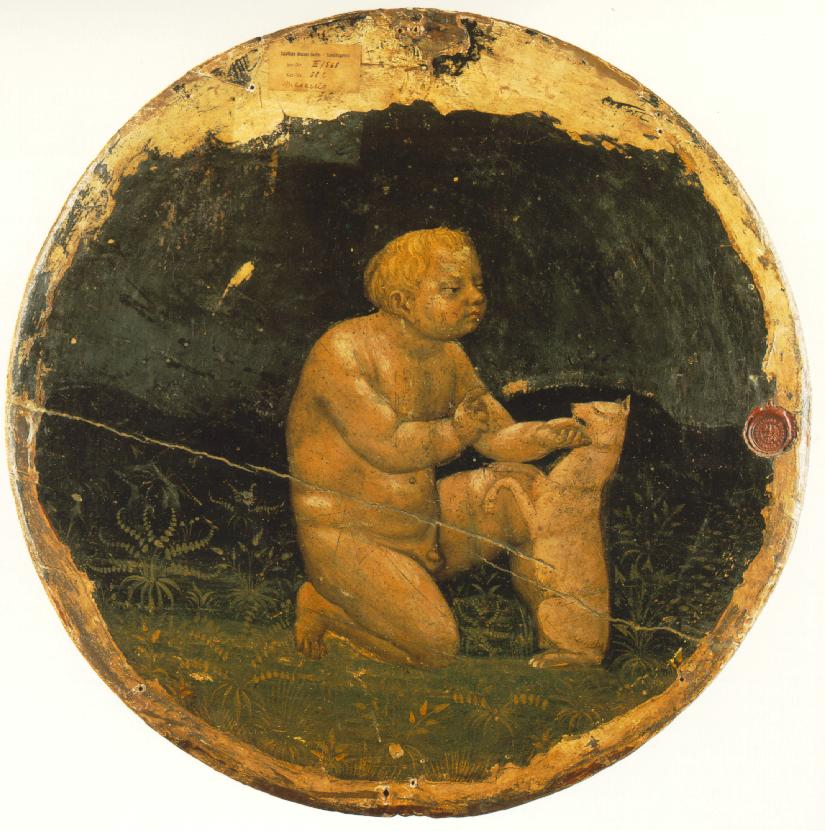
Envers du plateau dit tondo de Berlin de Masaccio.
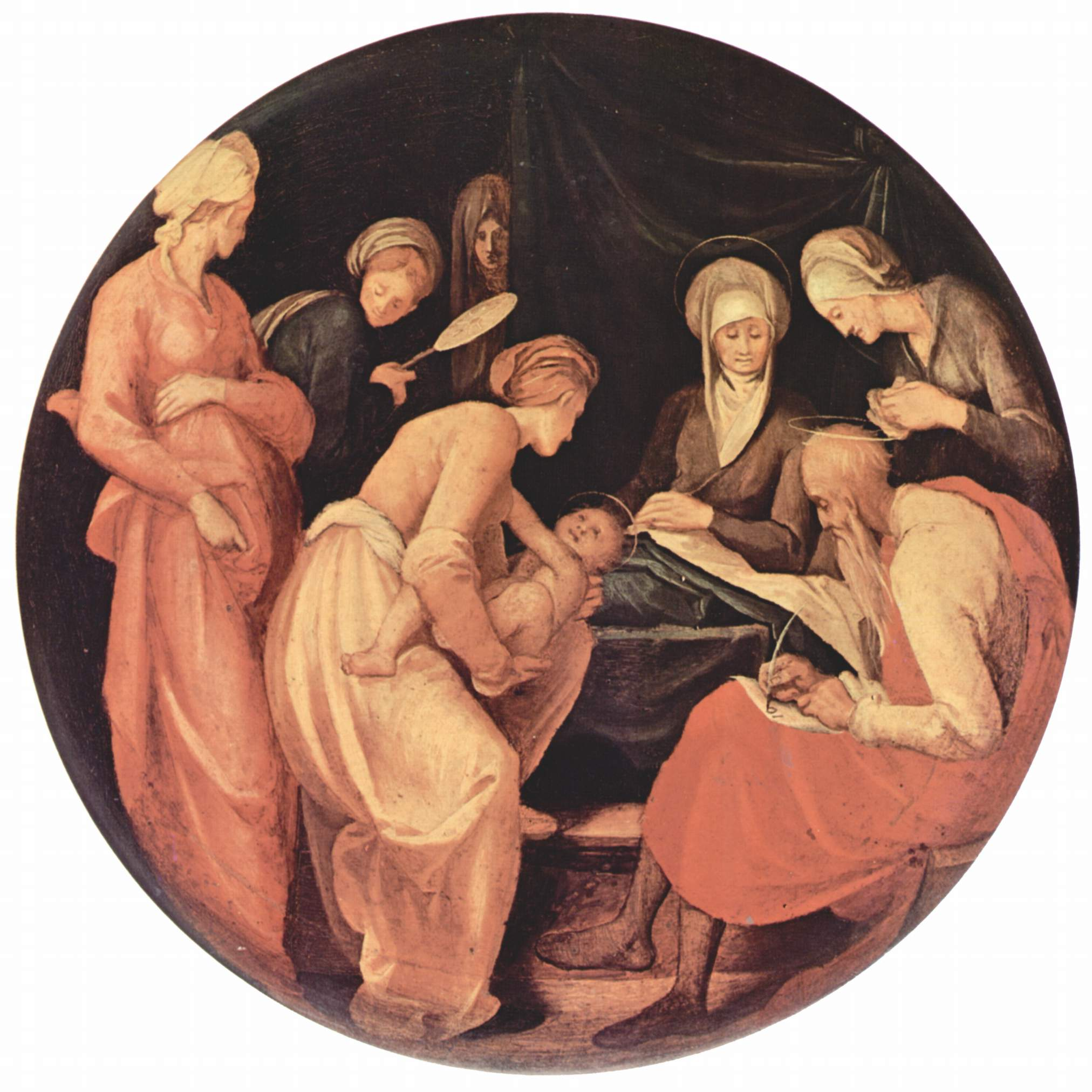
Natività di san Giovanni Battista du Pontormo.